# Vincent Baguian
Vincent Baguian, de son vrai nom Vincent Pambaguian (Վենսան Փամբակյան en arménien), né le 21 octobre 1962 à Saint-Ouen, est un chanteur français dont la famille est d'origine arménienne.

## Biographie
Né de parents fonctionnaires aux PTT, il entre à 18 ans comme coursier dans une agence de publicité où il deviendra concepteur-rédacteur, notamment pour des albums de Serge Gainsbourg.
Parallèlement il commence une carrière de chanteur : en 1991, il enregistre son premier album, Triste, qui se vend à 71 exemplaires. Le succès viendra en 1996 avec Pas mal, et surtout avec Mes chants en 2000, recueil de chansons tour à tour caustiques, calembouresques et poétiques. En 2007 sort l'album Ce soir, c'est moi qui fais la fille.
Vincent Baguian est l'ami de la chanteuse Zazie, qui lui a écrit des textes, et lui a offert les premières parties de ses concerts. Ils ont enregistré en duo Simple comme bonjour (extrait de Mes chants), et Je ne t'aime pas (extrait de Ze Live !! de Zazie). Ils ont coécrit ensemble le conte musical Sol En Cirque (2003) en faveur de l'association de lutte contre le SIDA Sol En Si.
Vincent Baguian est aussi l'auteur de plusieurs textes de l'album Je ne mâche pas les mots (2006) d'Elisa Tovati. Il compose également pour les comédies musicales Mozart, l'opéra rock, 1789 : Les Amants de la Bastille, Mistinguett, reine des années folles et Le Rouge et le Noir.

## Discographie
- Triste (1991)
- Pas mal (1996) (Cargo/Columbia)
- Mes chants (2000) (Columbia)
- Ce soir c'est moi qui fais la fille (2007) (Mercury)